# الجنس والعقاقير
لقد تم ربط الجنس بتناول العقاقير (القانوني منها وغير القانوني)، عبر تاريخ البشرية، والتي تشمل كل جوانب الجنس من حيث: الرغبة، الأداء، المتعة، التخصيب، الحمل والمرض.

## إزالة التثبيط
ترتبط العقاقير غالبًا بانخفاض التثبيط الجنسي، سواء كان استخدامها طواعيةً في ظروفٍ اجتماعيةٍ معينة، أو لا إراديًا كما في حالات الاغتصاب. ولأن العقاقير بما في ذلك الكحول، يتم استخدامها كوسائل لسلوكٍ محفوفٍ بالمخاطر أو غير مقبولٍ اجتماعيًا، لذلك يجب التعامل بحذر مع العلاقة السببية المباشرة بين تناول العقاقير والجنس الغير آمن. قد توفر العقاقير وسيلةً مقبولة اجتماعيًا للانخراط في السلوكياتِ الجنسية، التي قد يرغب الأشخاص في الانخراط فيها، ولكن ربما يشعرون بأنه لا ينبغي عليهم ذلك.

## العجز الجنسي
يمكن علاج بعض أشكال العجز الوظيفي الجنسي مثل ضعف الانتصاب بالعقاقير. ونظرا لتأثيرها، تستخدم عقاقير ضعف الانتصاب في بعض الأحيان لأغراض ترفيهية. للكثير من أنواع العقاقير، القانونية وغير القانونية، التي تُباع بعضها على الإنترنت، آثار جانبية تؤثر على الوظيفة الجنسية للمتعاطي. يمكن أن تسبب العديد من الأدوية فقدان الرغبة الجنسية كآثار جانبية.
حيث أن السبب الجزئي لفترة الجموح هو تثبيط الدوبامين بإفراز هرمون البرولاكتين الناجم عن النشوة الجنسية، يمكن أن تساعد ناهضات مستقبلات الدوبامين القوية مثل كابيرجولين في تحقيق هزات الجماع المتعددة وكذلك الاحتفاظ بالإثارة الجنسية لفترات أطول من الوقت.

## وصلات خارجية
- "الجنس تحت تأثير" مضادات الاكتئاب والكحول والماريجوانا والنشوة من جامعة كاليفورنيا في سانتا باربرا
- الماريجوانا والجنس: مزيج كلاسيكي